# Araneus nigmanni
Araneus nigmanni là một loài nhện trong họ Araneidae.
Loài này thuộc chi Araneus. Araneus nigmanni được Embrik Strand miêu tả năm 1906.